# Janny Brugman-de Vries
Jantje Jakoba „Janny“ Brugman-de Vries (* 28. Oktober 1918 in Sneek; † 16. März 2006 in Groningen) war eine  niederländische Bildhauerin und Mosaikkünstlerin.

## Leben
Janny Brugman-de Vries besuchte die Nutskweekschool in Nijmegen und studierte im Anschluss an der Akademie voor Beeldende Kunst en Kunstnijverheid in Arnhem. Sie interessierte sich zuerst für Malerei, wechselte aber schnell zur Bildhauerei bei Gijsbert Jacobs van den Hof. An der Akademie lernte sie ihren Mitstudenten Bernardus Jacobus „Berry“ Brugman (1915–1996) kennen. Nach ihrem Abschluss fertigte sie vor allem Porträts und Kleinplastiken. Nach der Heirat mit Berry Brugman ließ sie sich 1944 in Almelo nieder, arbeitete als Zeichenlehrerin und arbeitete an Aufträgen und freien Arbeiten. 1982 zog das Paar nach Bornerbroek bei Almelo.
Janny Brugman-de Vries und ihr Mann hielten ihre Arbeiten stets getrennt, bis auf wenige Ausnahmen, bei denen sie zusammen Aufträge ausführten, wie etwa bei großen Wandgemälden. Janny Brugman-de Vries erhielt vor allem ab der Nachkriegszeit zahlreiche Aufträge für Kriegsdenkmäler aus Bronze und Stein und Kunst am Bau. Sie fertigte Statuen, Metallskulpturen und Mosaike für Banken, Schulen, Kirchen, Krankenhäuser und öffentliche Parkanlagen. Neben figurativen Arbeiten arbeitete sie auch abstrakt in Stein, Bronze, Kupfer und Eisen. Viele ihrer Kunstwerke wurden durch den Abriss, vor allem von Schulgebäuden, zerstört, teilweise konnten sie abgenommen und an anderer Stelle wieder angebracht werden.
Janny Brugman-de Vries war Mitglied der Kunstenaarsvereniging Sint Lucas in Amsterdam und später in Almelo vom Kunstkring Twenthe und von Indigo '79. 1978 stellte sie gemeinsam mit ihrem Mann in der „Heineken Galerij“ in Amsterdam aus. Für ihre Hilfe für Juden während des Zweiten Weltkrieges wurde sie mit dem Verzetsherdenkingskruis (Widerstandskreuz) ausgezeichnet, das seit 1980 an Teilnehmer des Widerstands gegen die Besatzer der Niederlande im Zweiten Weltkrieg verliehen wird. Aufgrund ihres Engagements für die niedersächsische Kultur und ihrer „Verbundenheit mit den Menschen aus der Region“ wurden Janny Brugman-de Vries und ihr Mann 1984 in Hellendoorn mit dem Johanna F. van Buren-Kulturpreis ausgezeichnet. Janny Brugman-de Vries starb im März 2006 in Groningen und wurde in Almelo begraben.

## Werke im öffentlichen Raum (Auswahl)

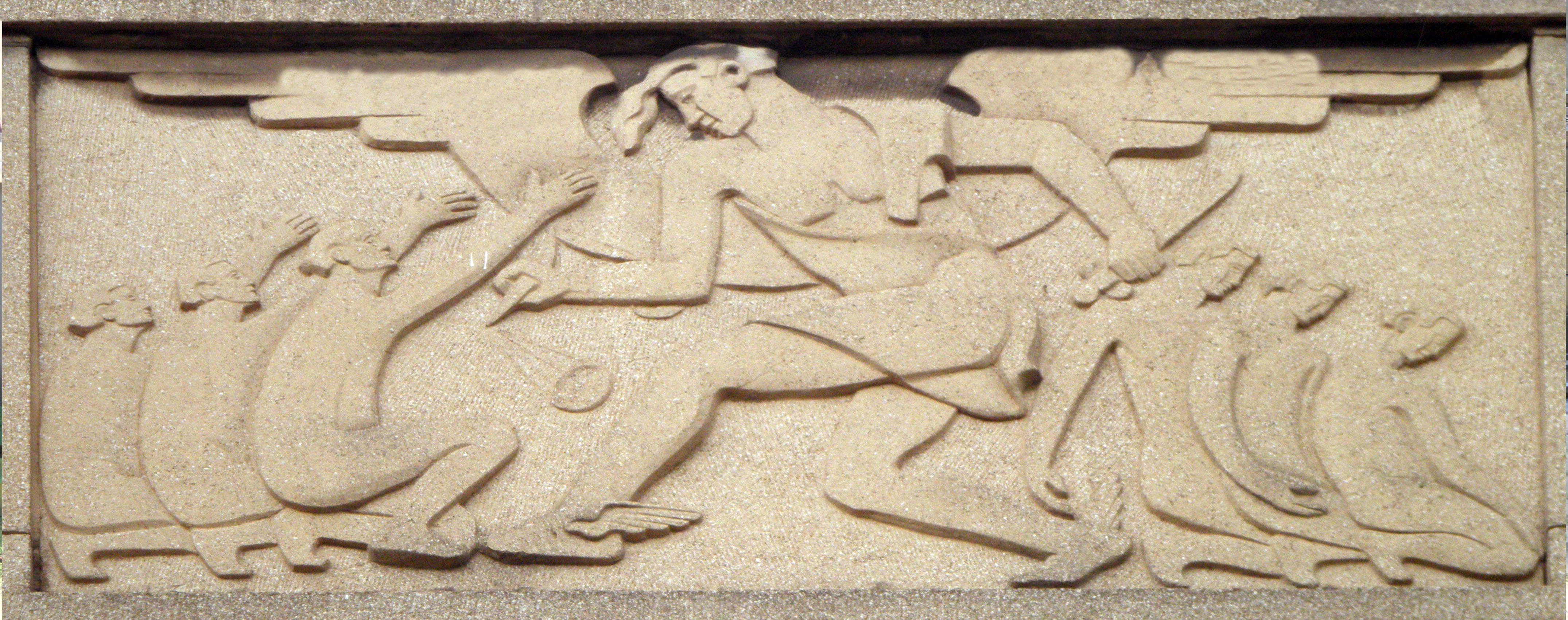
Kairos

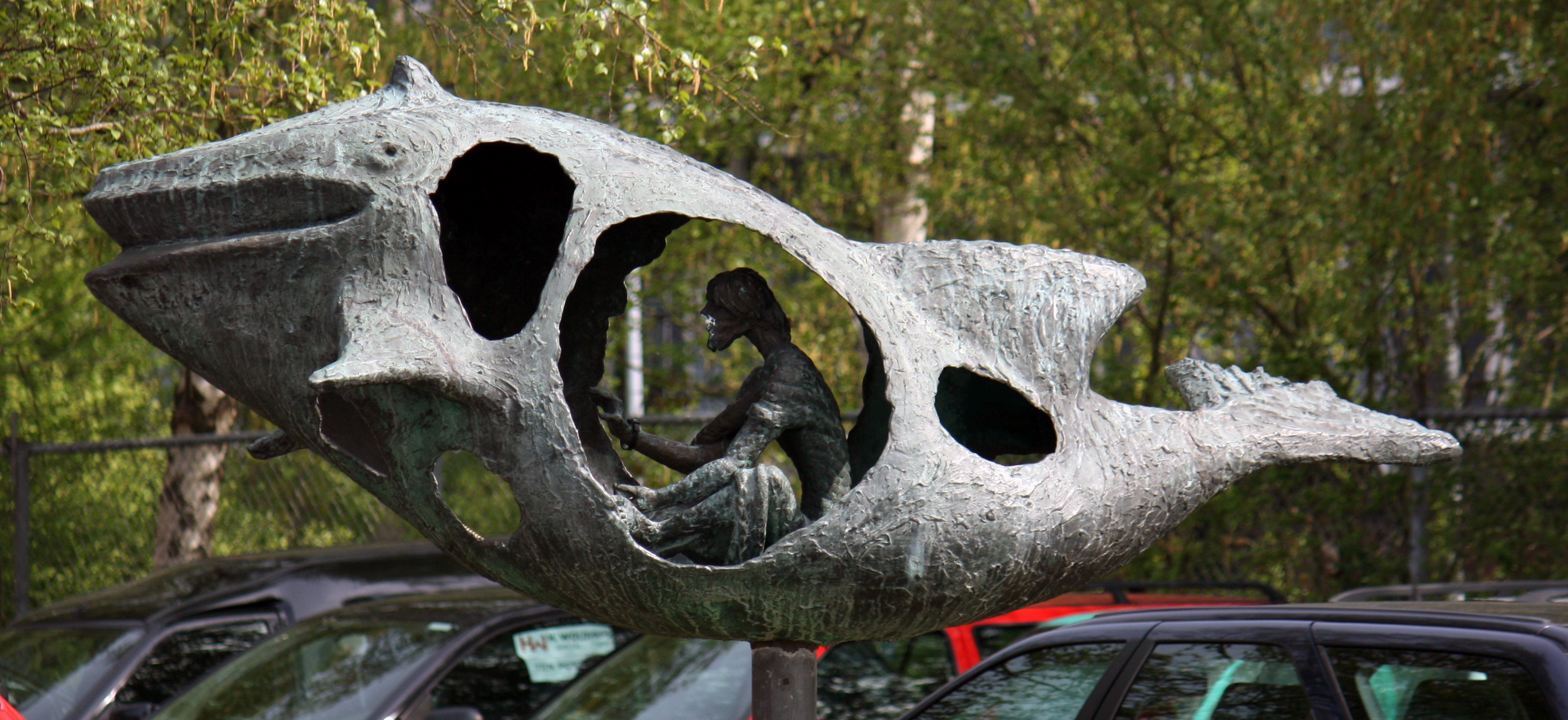
Jona in de walvis

- 1949: Bevrijdingsmonument, Hengelo
- 1950: Gedenkteken voor de gevallenen, Vriezenveen, Twenterand
- 1950: Exhortare, Vriezenveen, gemeinsam mit Jan-Carel Koster
- 1950/1961: De oorsprong van olie en gas, Nonnenwater 8, Gouda
- 1951: Spelende kinderen, Betonrelief, Jacob van Campenstraat 2, Almelo
- 1954: Kairos, Deventer
- 1954: Druiventros met duif, Steinrelief, Hanzelaan 2, Almelo
- 1956: Ode aan de degelijke huisvrouw, Christelijke Nijverheidsschool voor Meisjes, Vroomshoop; ab 2003 IVN Kruiden- en Bijbeltuin, Den Ham, Twenterand
- 1956: Plaquette voor voormalige LTS, Parkweg 1a7, Hardenberg
- 1957: Oorlogsmonument, Diepenheimseweg 1, Goor, Hof van Twente
- 1958: Jozua en Kaleb, Wandbild, Schulaula, Kamperfoelistraat 3, Almelo, gemeinsam mit Berry Brugman
- 1960: Lezend meisje, Steinrelief, Platanenstraat 38, Almelo
- 1960er Jahre: De zaaier, christliche Grundschule Eben Haëzer, Vriezenveen, Mosaik entfernt und eingelagert
- 1962: Meisje en jongen met Palmpaasstok, De Ruyterstraat, Almelo,  mehrere kleine und große Reliefs von Kindern mit Palmstäben in verschiedenen Ausführungen in Bronze, Schamotte, Glas und Metall
- 1964: Moeder en kind, Meulenbeldlaan, Almelo
- 1965: Zwaan, Noordersingel, Steenwijk
- 1967: Moeder en kind, Marnixlaan, Vlaardingen
- 1967: Energie, Rietstraat, Almelo
- 1968: Vlucht vogels, Ootmarsumsestr-Vriezenveenseweg, Almelo
- 1968: Kraaiende haan, Sanatoriumlaan 20, Hellendoorn
- 1973: Toekomstverwachting en wording, Wierdensestraat 23, Almelo
- 1974: Aap, Jacques Perkstraat, Hengelo
- 1978: Jona in de walvis, Th. Hart de Ruyterschule, Groningen
- 1980: Berry, Willem de Clercqstraat 93, Almelo
- 1980: De Roerganger, Mosaik, Voormors 2, Enter
- 1982: Ezechiël 47, Wandbild Altarraum, Kirche Mariä Geburt, Kerkstraat 25, Driel, Overbetuwe, gemeinsam mit Berry Brugman
- 1983: Brood en wijn, zwei Bronzereliefs für den Tabernakel, Kirche Mariä Geburt, Kerkstraat 25, Driel, Overbetuwe
- 2003: Ode aan de degelijke huisvrouw, Den Ham, Twenterand
- 2004: Bevrijdingsmonument, Meester P.J. Troelstraplein, Hengelo
- 2005: Drie vorstinnen van Oranje, Den Ham, Twenterand
- WW II Oorlogsmonument, Wilgenlaan, Zwanenburg, Haarlemmermeer
- Spelende kinderen, Skulptur, Lage Doelen 2, Hardenberg[4]

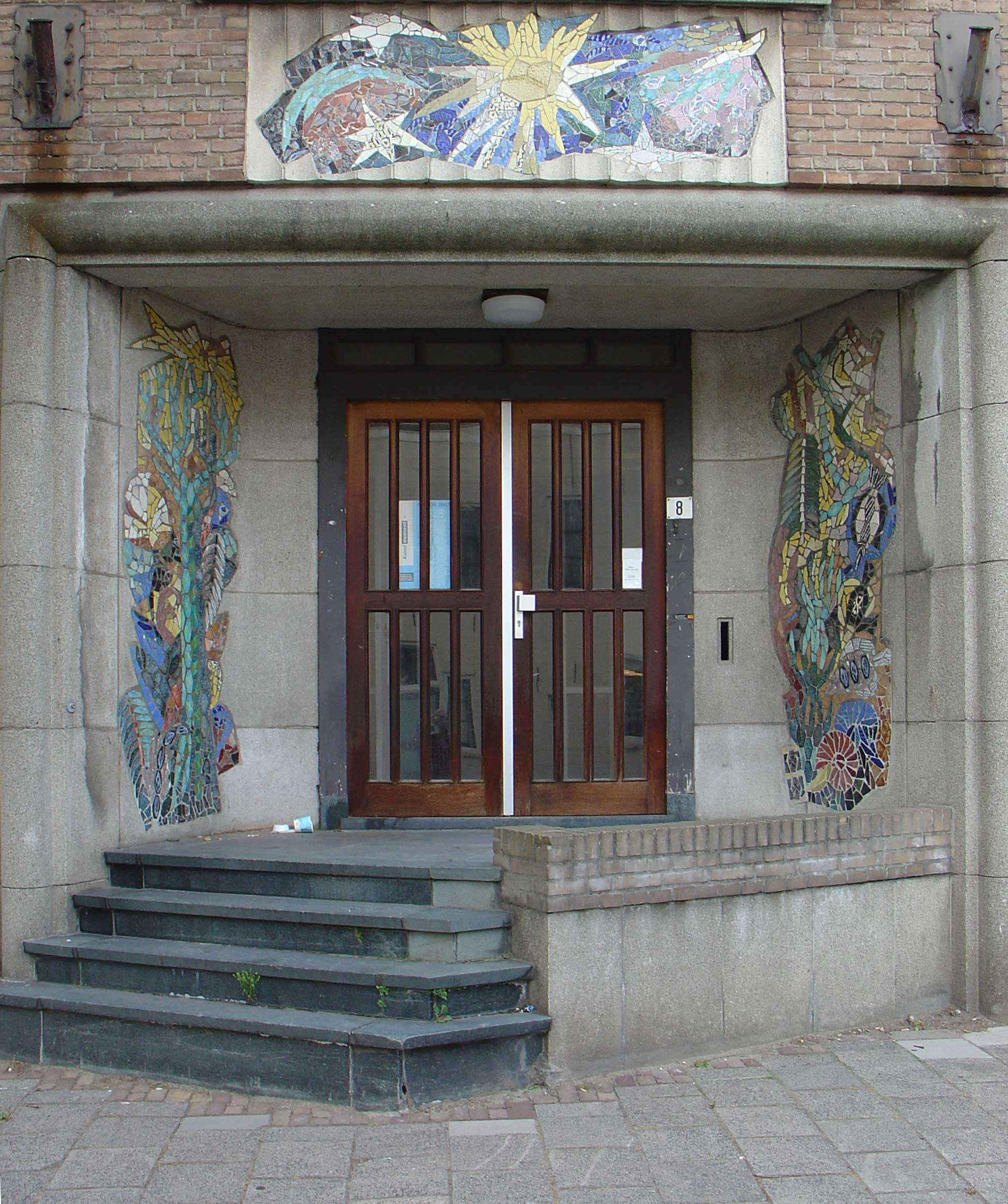
De oorsprong van olie en gas
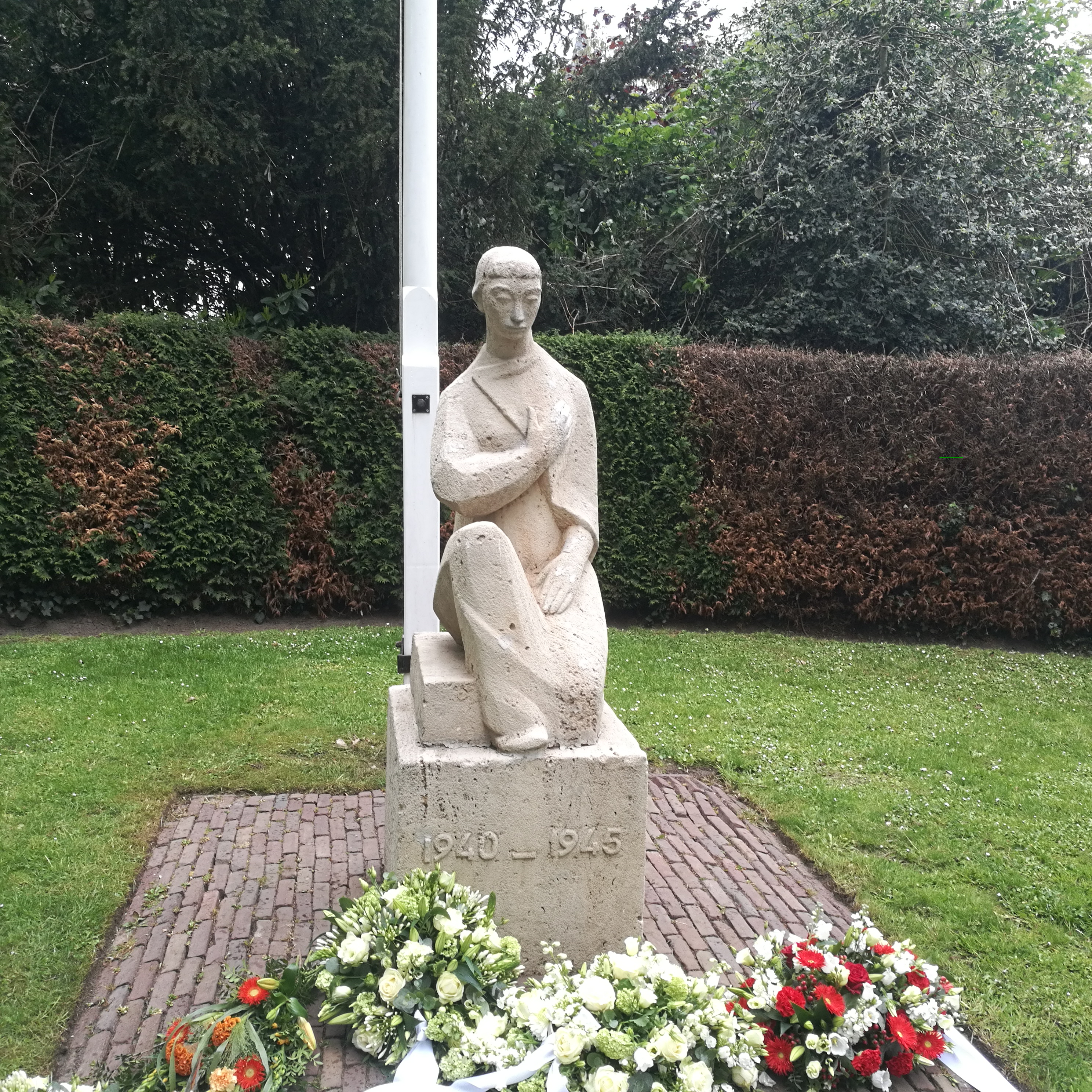
Monument, Goor
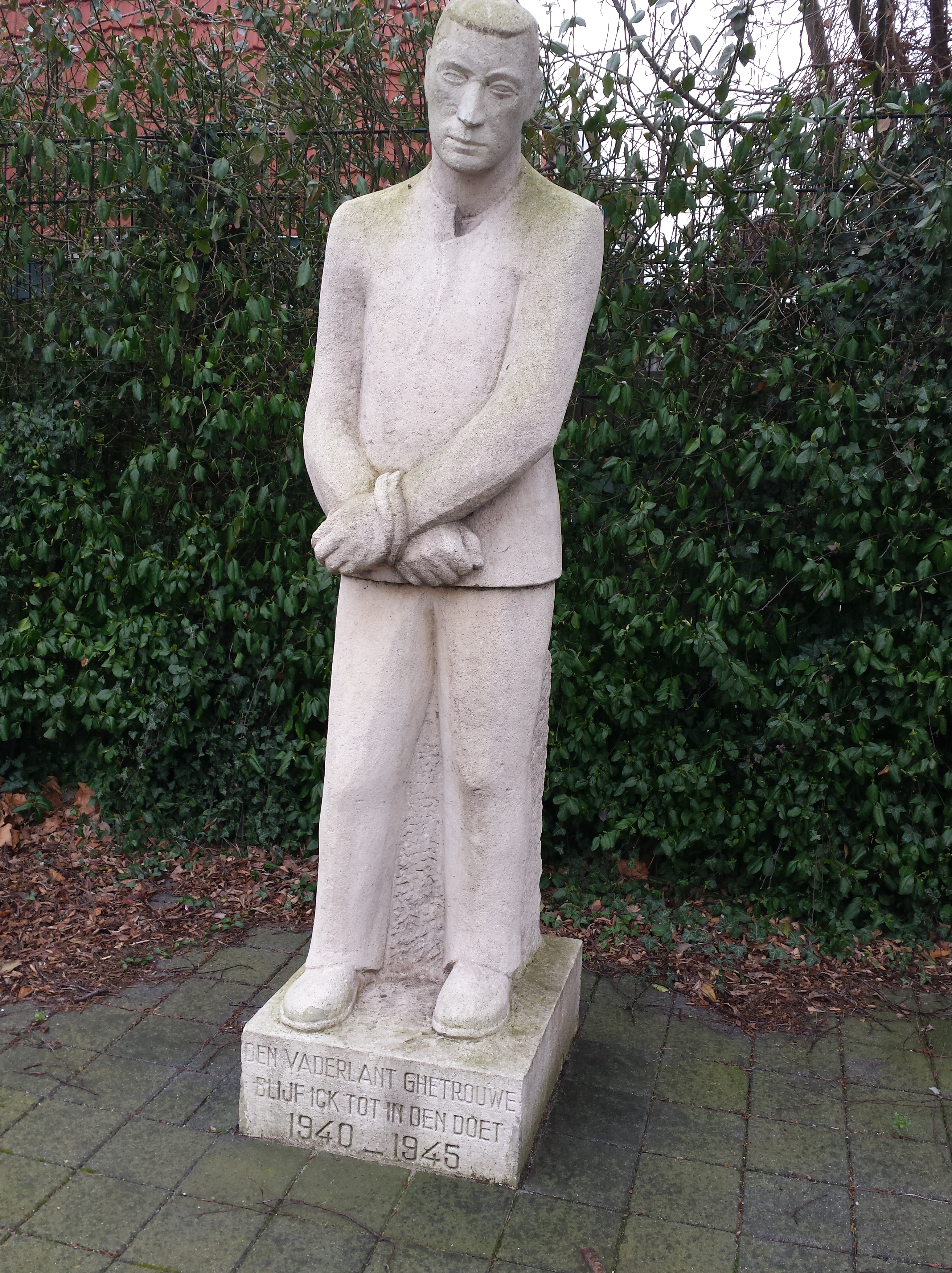
Monument, Zwanenburg
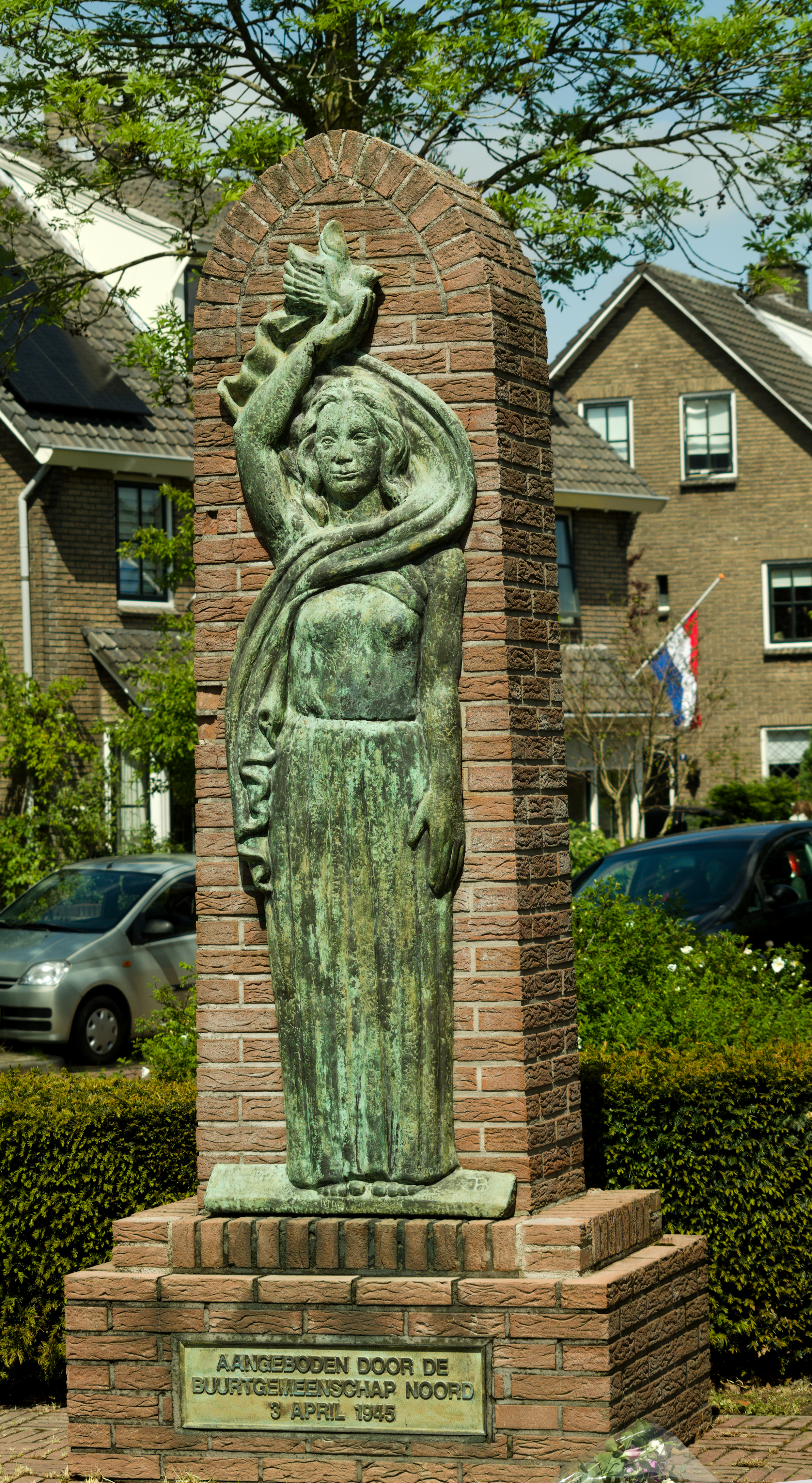
Bevrijdings-monument
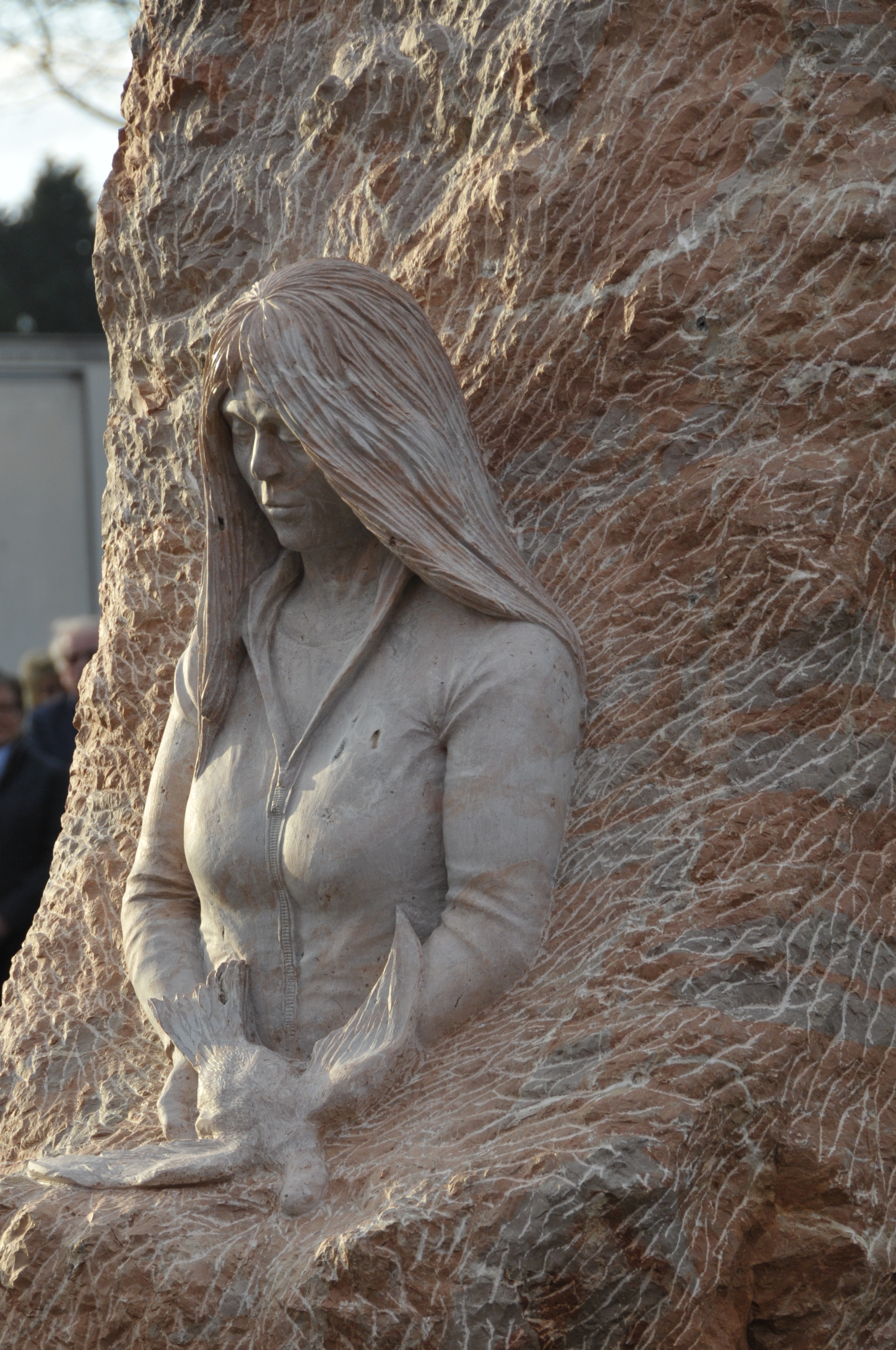
Exhortare
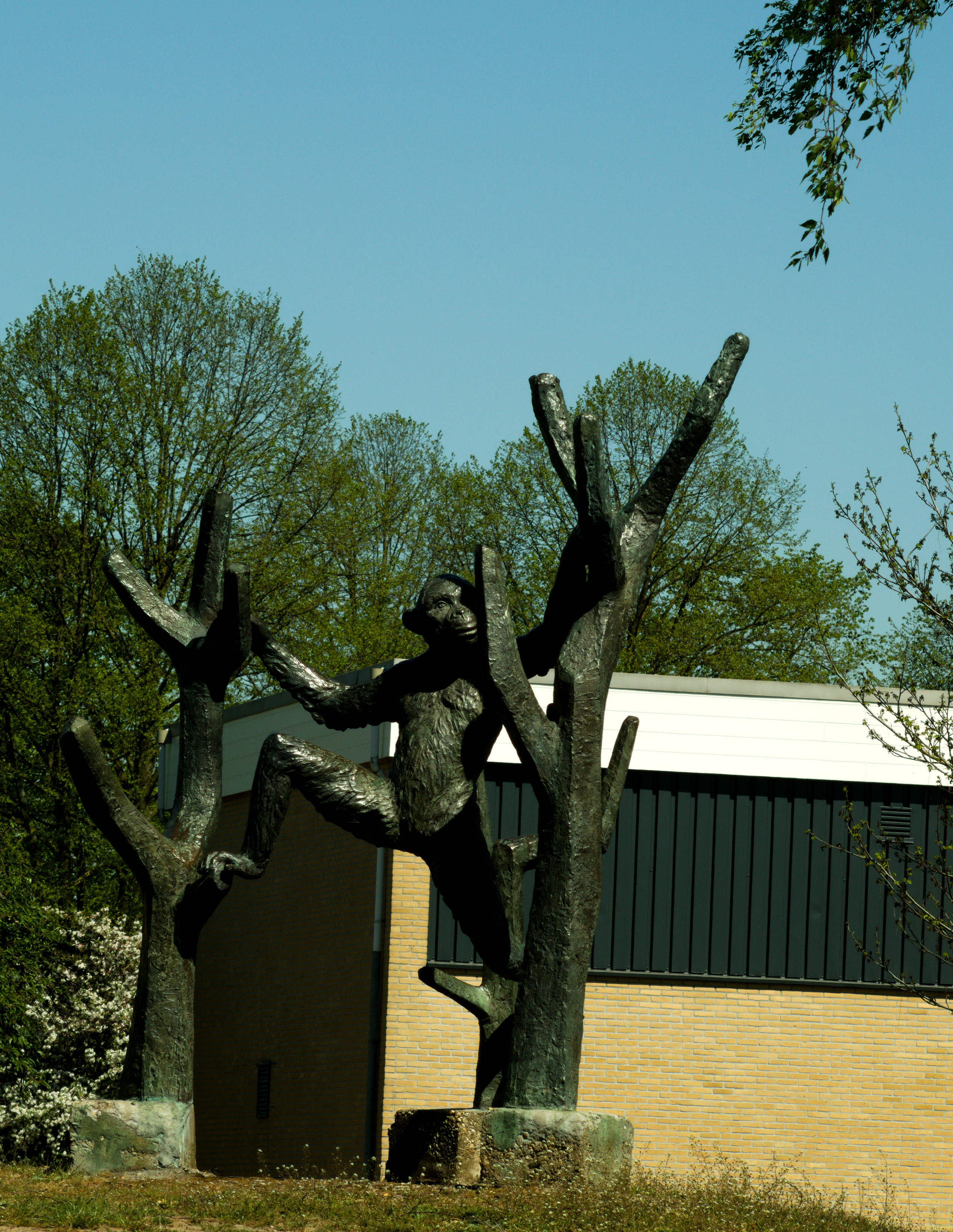
Aap
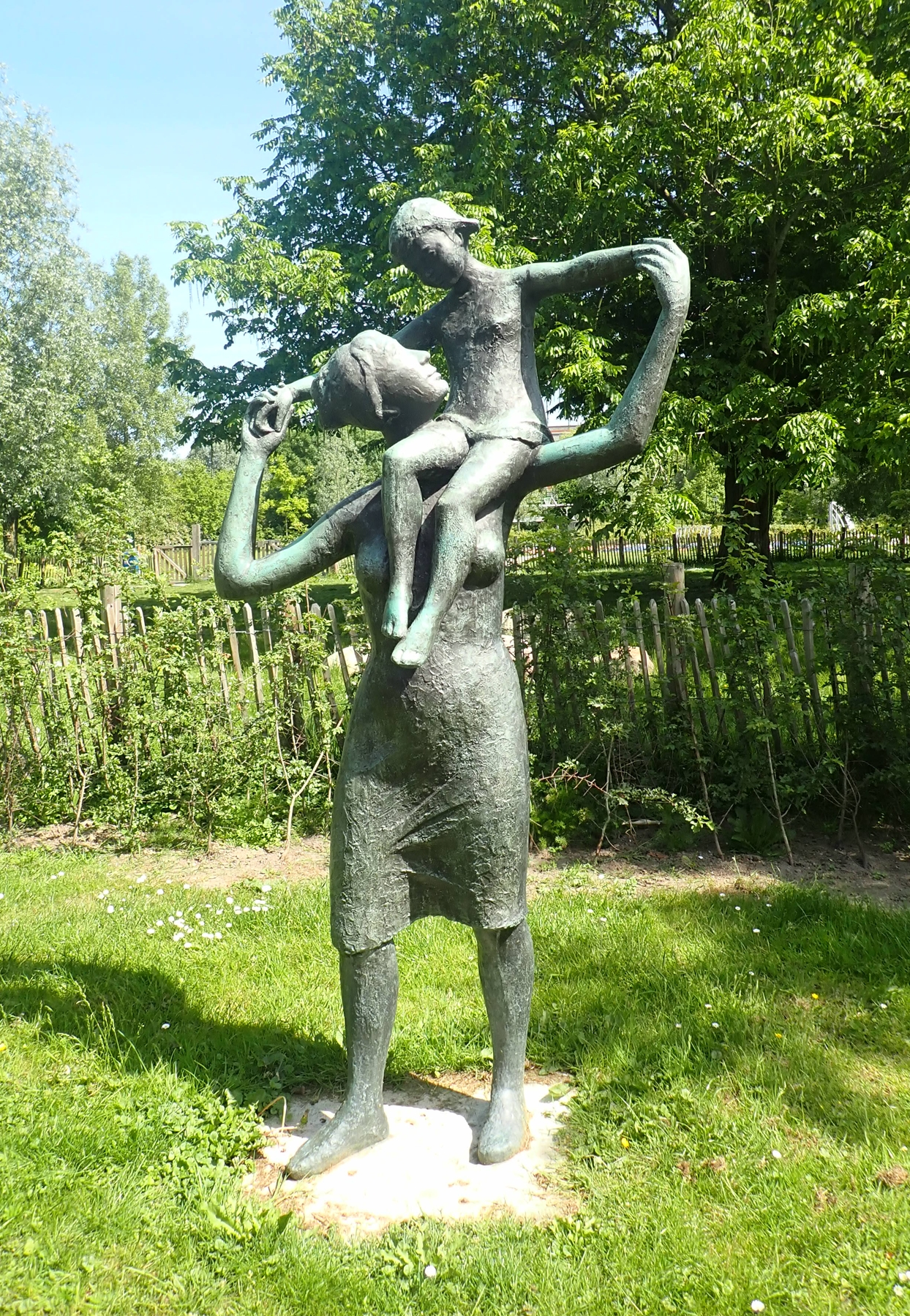
Moeder en kind